# Csesznek

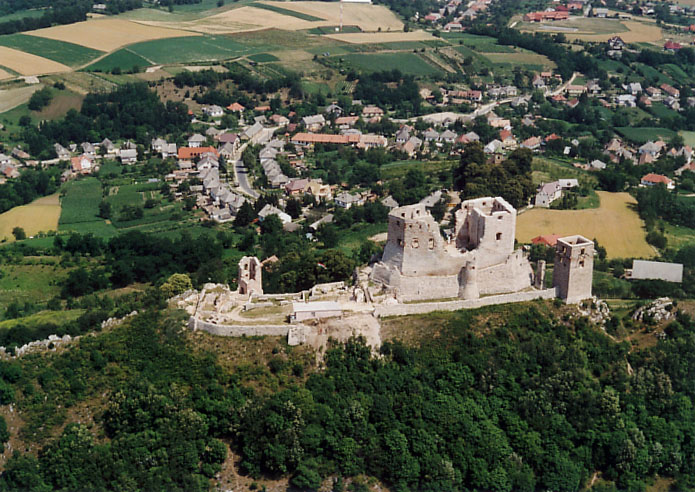
Csesznek

Csesznek är en by i västra Ungern, som är berömd för sin medeltida borg. Adelsätterna av Csesznek var Cseszneky, Garai, Török, Wathay och Esterházy. År 2019 hade Csesznek 527 invånare.